# Педесет седма изложба УЛУС-а (1975)
Педесет седма изложба УЛУС-а (1975) је трајала од 24. априла до 4. маја 1975. године. Одржана је у Културном центру Београда, у Кнез Михајловој.

## О изложби
Избор радова за изложбу је извршио Уметнички савет Удружења ликовних уметника Србије, у саставу:
1. Градимир Петровић
2. Олга Јанчић
3. Никола Јанковић
4. Бранко Миљуш
5. Томислав Митровић
6. Нусрет Хрвановић
7. Зоран Мандић
8. Вера Јосифовић

Добитници награда на овој Пролећној изложби су:
- Златна палета - Милан Маринковић Циле
- Златна игла - Марко Крсмановић
- Златно длето - Милија Глишић

## Излагачи

### Слике
1. Крста Андрејевић
2. Мирослав Анђелковић
3. Даница Антић
4. Момчило Антоновић
5. Исак Аслани
6. Љиљана Блажеска
7. Милан Блануша
8. Анђелка Бојовић
9. Ђорђе Бошан
10. Здравко Вајагић
11. Душко Вијатов
12. Славко Врбица
13. Лазар Вујаклија
14. Зоран Вуковић
15. Драгољуб Вукосављевић
16. Јоана Вулановић
17. Живан Вулић
18. Душан Гавела
19. Горан Гвардиол
20. Јордан Гелевски
21. Оливера Грбић
22. Фатима Дедић
23. Мило Димитријевић
24. Предраг Димитријевић
25. Милица Динић
26. Властимир П. Дискић
27. Данка Докић Николић
28. Светозар Ђорђевић
29. Шемса Ђулизаревић
30. Светислав Ј. Ђурић
31. Слободан Ђуричковић
32. Миленко Жарковић
33. Вељко Зечевић
34. Светлана Златић
35. Љубодраг Јанковић
36. Татјана Јерот
37. Драган Јовановић
38. Јелена Јовановић
39. Вера Јосифовић
40. Гордана Јоцић
41. Маријана Каралић
42. Деса Керечки Мустур
43. Божидар Ковачевић
44. Илија Костов
45. Анастасија Краљић
46. Јарослав Кратина
47. Јован Крижек
48. Добринка Крстић
49. Драгомир Лазаревић
50. Гордана Лазић
51. Александар Луковић
52. Милан Маринковић
53. Снежана Маринковић
54. Војислав Марковић
55. Мома Марковић
56. Вукосава Мијатовић Теофановић
57. Бранимир Мијушковић
58. Олга Милуновић Богдановић
59. Бранимир Минић
60. Момчило Митић
61. Милун Митровић
62. Мирјана Митровић
63. Светислав Младеновић
64. Драган Мојовић
65. Мирјана Мојсић
66. Марклен Мосијенко
67. Миодраг Нагорни
68. Марина Накићеновић
69. Добривоје Николић
70. Лепосава Ст. Павловић
71. Ружица-Беба Павловић
72. Чедомир Павловић
73. Илија Пандуровић
74. Пепа Пашћан
75. Томислав Петровић
76. Данка Петровска
77. Вишња Постић
78. Мирко Почуча
79. Божидар Продановић
80. Ђуро Радловић
81. Миомир Радовић
82. Ђуро Радоњић
83. Сава Рајковић
84. Љиљана Ракић Хајду
85. Јован Ракиџић
86. Светозар Самуровић
87. Феђа Соретић
88. Мирослав Стевановић
89. Тодор Стевановић
90. Слободан Стефановић
91. Миливоје Стоиљковић
92. Живко Стојсављевић
93. Рафаило Талви
94. Тања Тарновска
95. Војислав Тодорић
96. Јелена Ћирковић
97. Сабахадин Хоџић
98. Александар Цветковић
99. Милан Цмелић
100. Мила Џокић
101. Томислав Шеберковић
102. Хелена Шипек
103. Кемал Ширбеговић

### Скулптуре
1. Градимир Алексић
2. Никола Антов
3. Оскар Бербеља
4. Милун Видић
5. Никола Вукосављевић
6. Ратко Вулановић
7. Венија Вучинић Турински
8. Милија Глишић
9. Анте Гржетић
10. Светислав Здравковић
11. Томислав Каузларић
12. Даница Кокановић Младеновић
13. Владимир Комад
14. Антон Краљић
15. Ото Лого
16. Анте Мариновић
17. Драгомир Милеуснић
18. Радивоје Павловић
19. Мице Попчев
20. Мирослав Протић
21. Славољуб Радојчић
22. Душан Русалић
23. Милош Сарић
24. Славољуб Станковић
25. Татјана Стефановић Зарин
26. Ристо Стијовић
27. Милорад Ступовски
28. Милорад Тепавац
29. Томислав Тодоровић
30. Јелисавета Шобер

### Графике и цртежи
1. Бранимир Адашевић
2. Драгиша Андрић
3. Миодраг Анђелковић
4. Мирослав Арсић
5. Бојана Бан Ђорђевић
6. Миле Грозданић
7. Вукица Драговић Обрадовић
8. Емир Драгуљ
9. Живко Ђак
10. Момчило Ђенић
11. Душан Ђокић
12. Јаков Ђуричић
13. Весна Зламалик
14. Дејан Илић
15. Бранимир Карановић
16. Родољуб Карановић
17. Стеван Кнежевић
18. Емило А. Костић
19. Марко Крсмановић
20. Соња Ламут
21. Милан Мартиновић
22. Душан Ђ. Матић
23. Бранко Миљуш
24. Вера Симић
25. Добри Стојановић
26. Трајко-Косовац Стојановић
27. Слободан Стоиловић
28. Зорица Тасић
29. Нусрет Хрвановић
30. Зоран Шурлан